# Eparchia di Debar-Kičevo
L'eparchia di Debar-Kičevo (in macedone Дебарско-кичевска епархија?) è una delle eparchie della Chiesa ortodossa macedone nella Macedonia del Nord.
La sede è vacante.

## Territorio
L'eparchia comprende l'intera Regione Sudoccidentale della Macedonia del Nord.
Sede eparchiale è la città di Ocrida, dove si trova la cattedrale di Santa Sofia.
L'eparchia si estende su una superficie totale di 3.565,1 km² per circa 90.000 fedeli ortodossi. Il territorio comprende 31 parrocchie, suddivise in 4 vicariati eparchiali: Ocrida, Struga, Kičevo, Makedonski Brod-Debar.

## Storia
L'eparchia è stata eretta dal Santo Sinodo della Chiesa ortodossa macedone il 17 luglio 1967 con il nome di "eparchia di Velicka". L'anno successivo, 17 ottobre 1968, ha modificato il proprio nome in quello attuale. Fin dalla sua fondazione, la sede dei metropoliti è la città di Ocrida, che dall'XI secolo fino al 1767 fu sede dell'arcivescovado omonimo.
L'eparchia fa riferimento a due antiche diocesi di epoca bizantina: Velicia, menzionata nelle Notitiae Episcopatuum del IX secolo; e Debar (o Dibar o Debrai o Deure), attestata tra le suffraganee dell'arcivescovado di Ocrida nell'XI secolo.

## Cronotassi
- Metodio (Giorgiji Poposki) † (13 marzo 1966[3] - 25 marzo 1976 dimesso)[1]
- Angelario (Cvetko Krsteski) † (1977 - 19 agosto 1981 eletto arcivescovo di Ocrida e Macedonia e metropolita di Skopje)[1]
  - Timoteo (Slave Jovanovski) (21 settembre 1981 - 1995 intronizzato metropolita di Debar-Kičevo) (amministratore)[1][4]
- Timoteo † (1995 - 25 novembre 2024 deceduto)[5]

## Galleria d'immagini

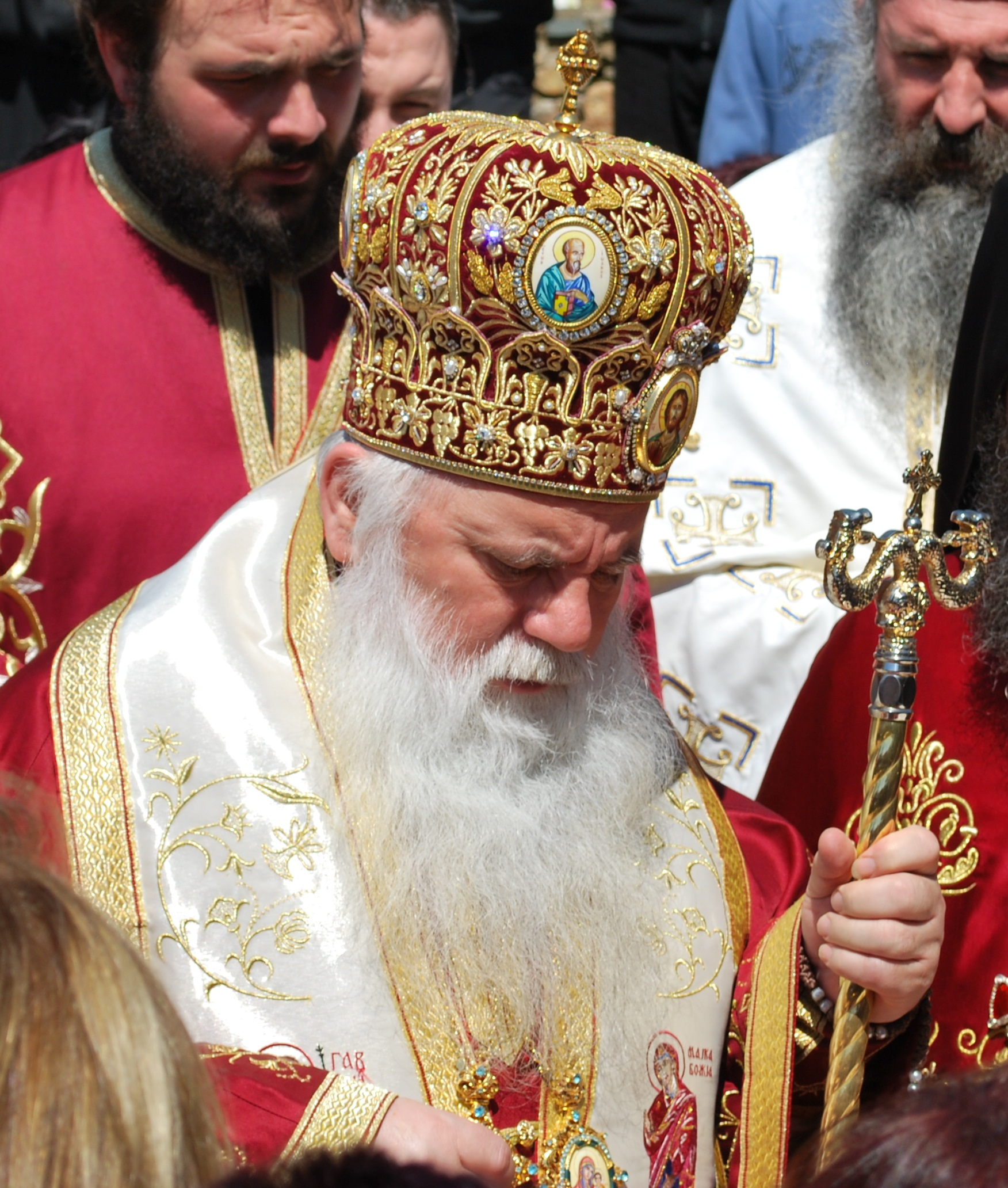
Timoteo, metropolita dal 1995
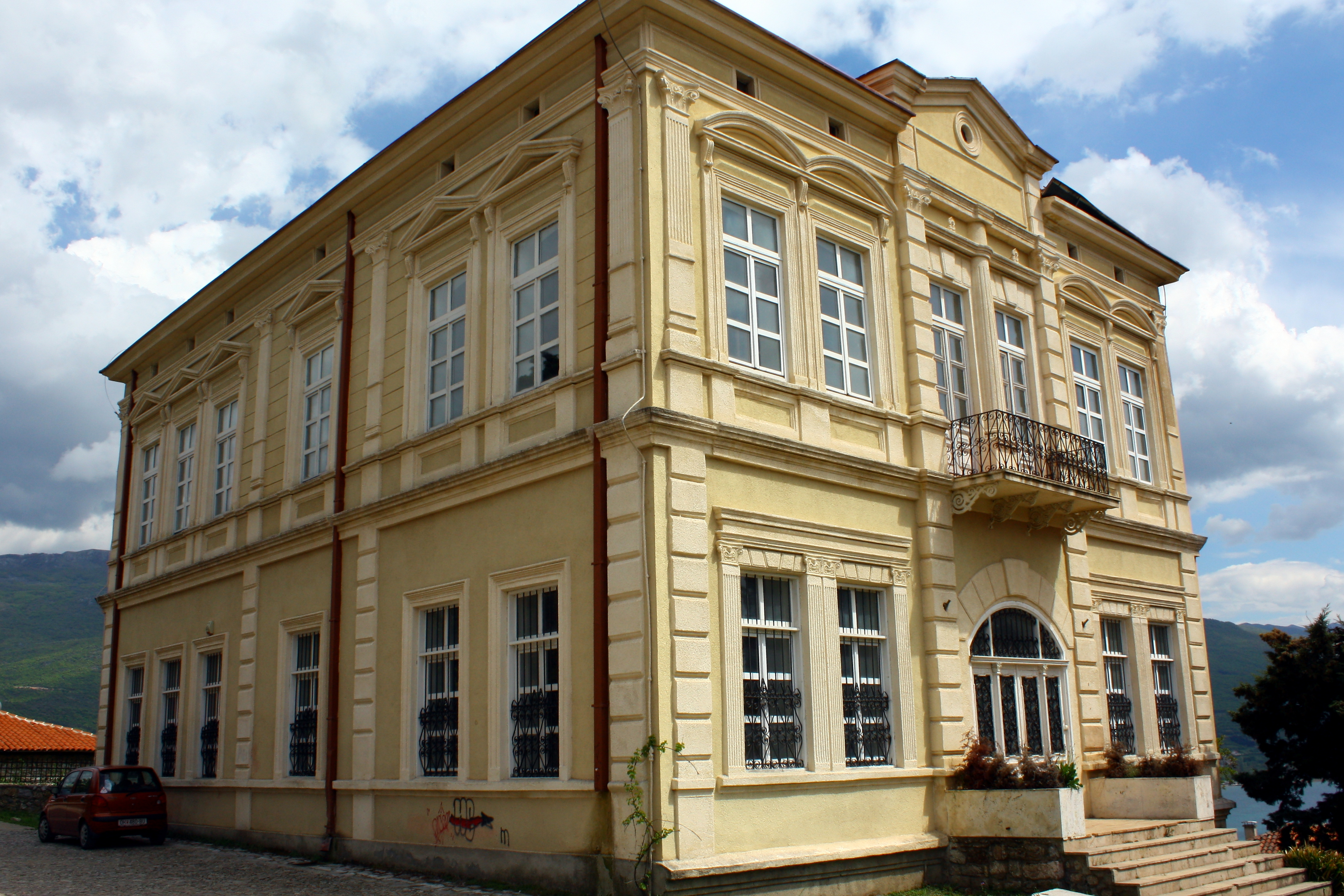
La residenza del metropolita
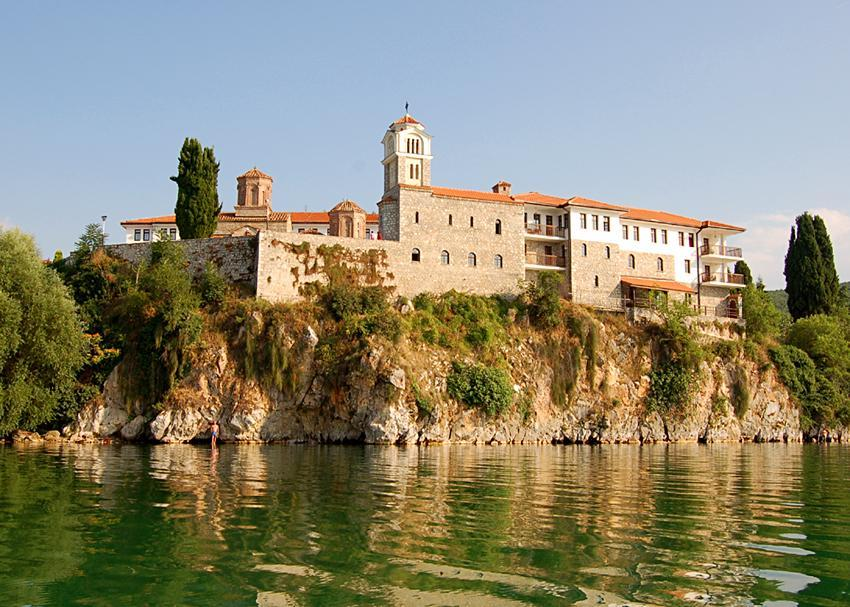
Il monastero di San Naum di Ocrida
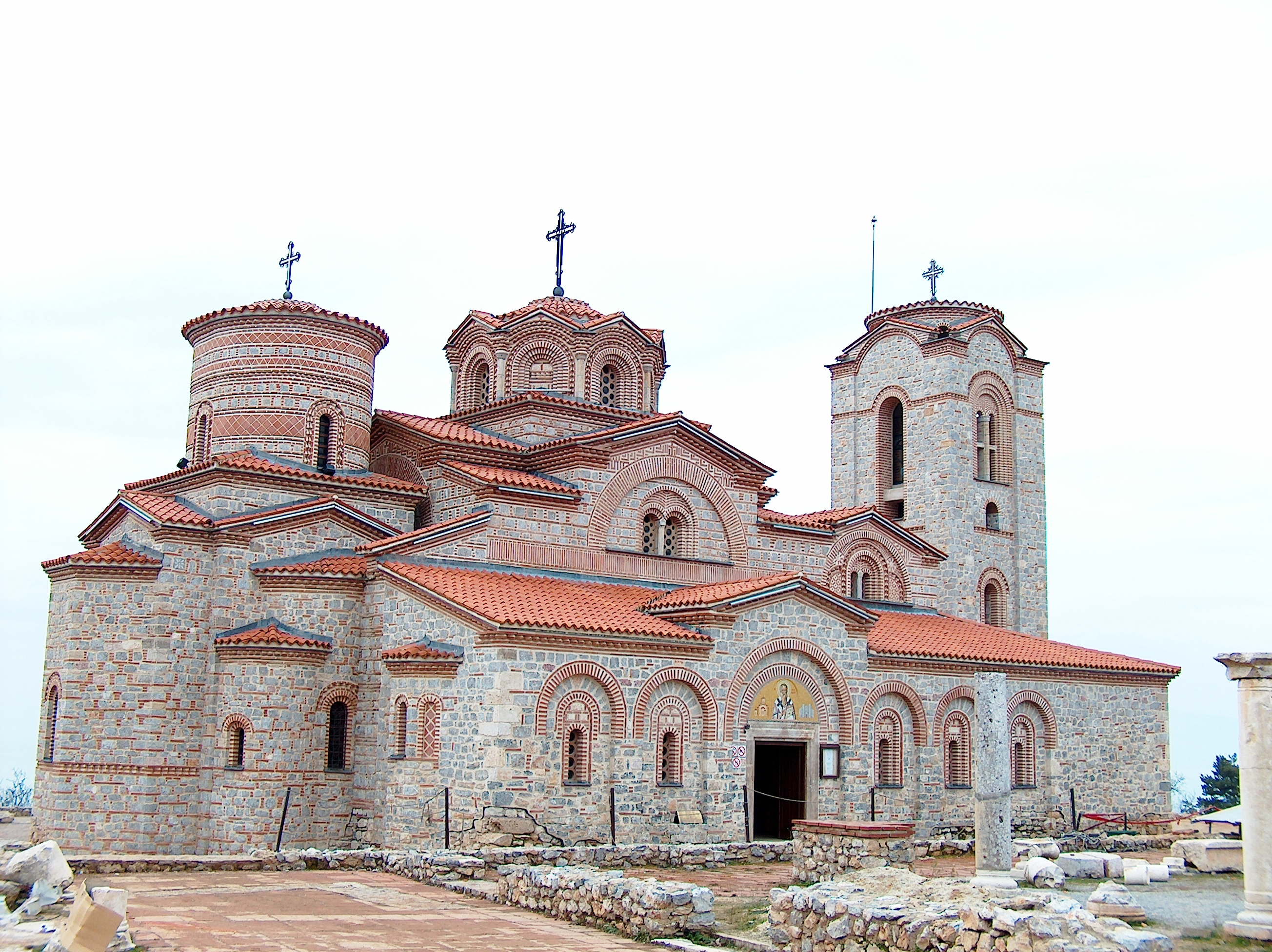
Il monastero di San Pantaleone
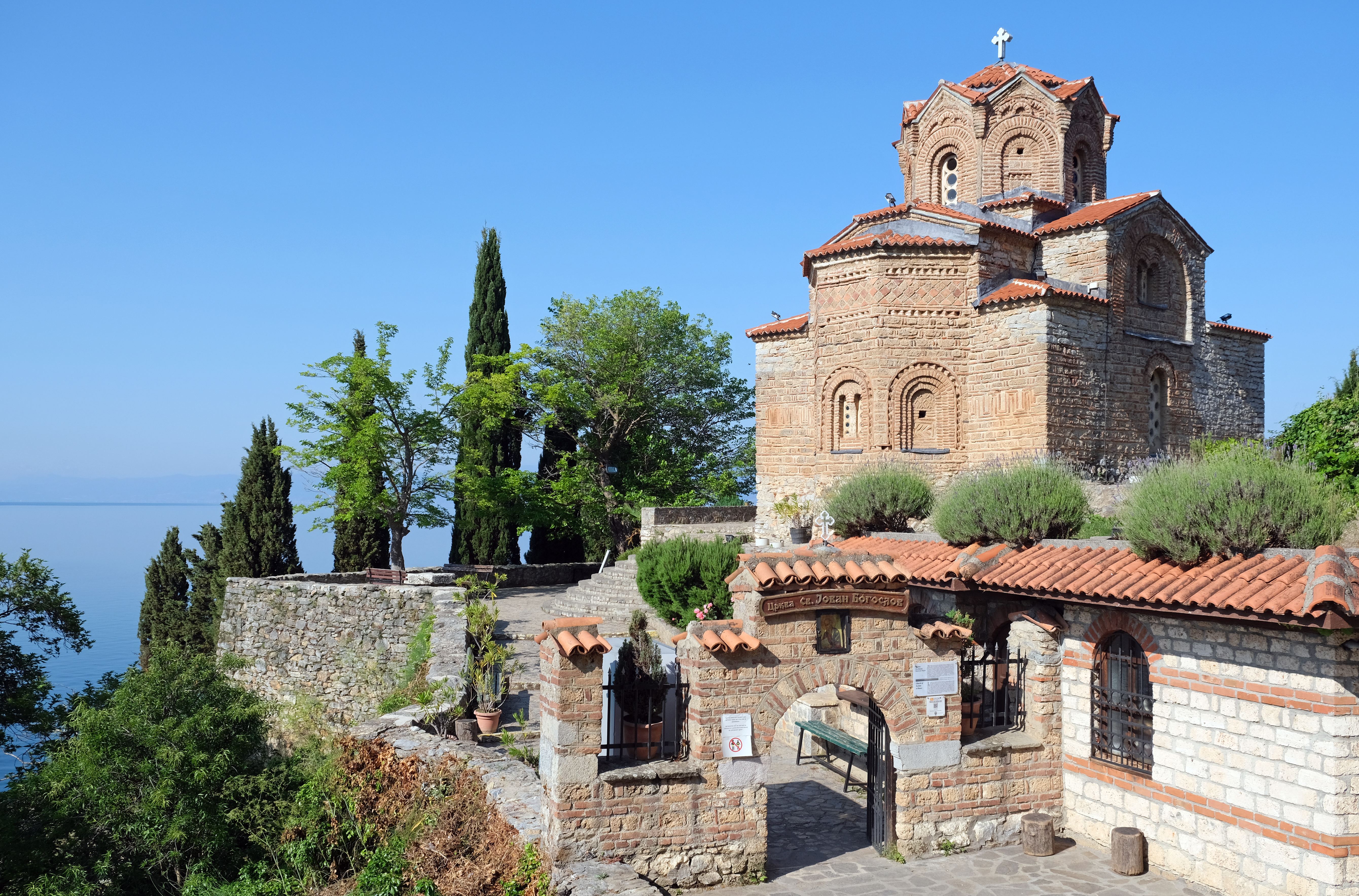
La chiesa di San Giovanni, XII secolo